# Skegness
Skegness ist eine Kleinstadt im District East Lindsey der englischen Grafschaft Lincolnshire. Sie hatte 18.910 Einwohner im Jahre 2001.
Die Stadt ist ein beliebtes Touristenziel und ist auch bekannt als Skeg, Skeggy, Costa del Skeg oder „das Blackpool der Ostküste“ und hat ein berühmtes Maskottchen, den Jolly Fisherman.

## Geografie

### Lage
Skegness liegt südöstlich der Lincolnshire Wolds und direkt an der östlich gelegenen Nordsee. Es liegt 21 km südöstlich von Spilsby, 39 km nordöstlich von Boston (Lincolnshire) und 74 km östlich der Grafschaftshauptstadt Lincoln.

## Geschichte
Der Stadtname deutet auf den Ursprung einer dänischen Besiedlung hin. Einheimische Historiker sagen, dass der Stadtname von Skeggi (der Bärtige) kommt. Wahrscheinlicher ist jedoch, dass der Name sich von den modernen dänischen Begriffen skæg (Bart) und næs (Nase) ableitet, beziehungsweise in der geografischen Terminologie als „die Landzunge“. Skegness war ursprünglich ein Fischerdorf mit kleinem Hafen bis zum Eisenbahnanschluss im Jahr 1875; seitdem spielt der Tourismus eine zunehmend größere Rolle.
In dem Seebad begann der Aufstieg der Urlaubslager-Kette Butlin’s: Der Unternehmer Billy Butlin war in dem Ort seit 1927 ein Betreiber von Jahrmarkt-Attraktionen und investierte ab 1935 in die Errichtung eines Urlaubslagers für günstigen Massentourismus. Das „Butlin’s Skegness“ war ab 1936 das erste seiner Lager, bald gefolgt von „Butlin’s Clacton“ in Clacton-on-Sea. Im Zweiten Weltkrieg wurde hier ein Truppenlager eingerichtet, danach errichtete Butlin bis in die 1960er Jahre insgesamt neun seiner Urlaubslager auf den britischen Inseln sowie eines auf den Bahamas. Günstige Pauschalreisemöglichkeiten ans Mittelmeer ab den 1970ern sorgten für den Niedergang dieses Geschäfts; Butlin’s betreibt heute nur noch drei der Einrichtungen als modernisierte Ferien-Resorts, darunter auch das in Skegness.

## Verkehr

### Straße
Skegness ist südöstlicher Endpunkt der von Lincoln kommenden Hauptverkehrsstraße A 16.

### Schiene
Skegness ist Endpunkt der Strecke Nottingham – Grantham – Sleaford – Skegness, die seit 2019 von der East Midlands Railway (zuvor East Midlands Trains) betrieben wird (Stand 2024).

## Sehenswürdigkeiten

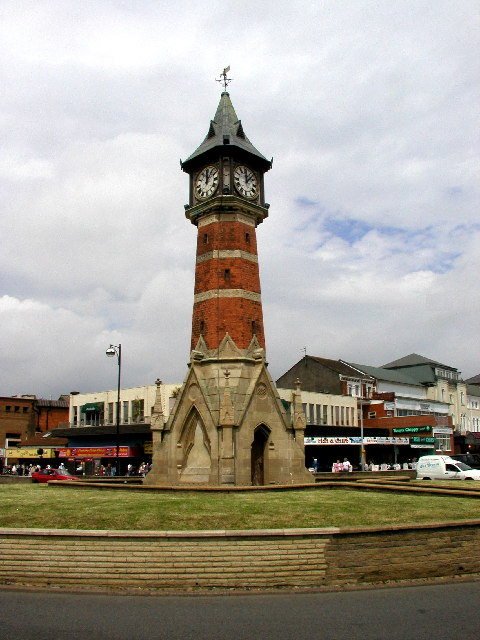
Clock Tower

- Church Farm Museum, das einzige Freilichtmuseum in Lincolnshire
- Gibraltar Point Nature Reserve, ein Drei-Meilen-Gebiet mit unberührtem Strand und Feuchtgebieten
- Clock Tower
- Skegness Pleasure Beach

## Partnerstädte
Skegness ist Partnerstadt der deutschen Stadt Bad Gandersheim.

## Söhne und Töchter der Stadt
- Elizabeth Allan (1908–1990), Schauspielerin
- Vernon Scannell (1922–2007), Dichter und Schriftsteller
- Anne Pashley (1935–2016), Sprinterin und Sopranistin
- Graham Bonnet (* 1947) und Trevor Gordon (1948–2020), Rockduo (The Marbles)
- Ray Clemence (1948–2020), Fußballtorhüter und -trainer
- Tom Jarvis (* 1999), Tischtennisspieler
- Sarah Jay Hawley, Popsängerin/Singer-Songwriter, schrieb und sang u. a. für Massive Attack (Mezzanine)